# Artušovské legendy
Artušovské legendy pojednávají o králi Artušovi, svatém grálu a rytířích kulatého stolu. Zpracovávají bájné až pohádkové dějiny keltské Británie. Artušovská legenda je zpracována mnoha autory, literárně i filmově.

## Původ
Artušovské příběhy se vztahují k Británii a Bretani obývaným keltskými Brity neboli Britony. Časově jsou zasazeny do období pozdního starověku a počátku raného středověku, kdy Britové bojovali o svou domovinu s germánskými Anglosasy.
Téma je písemně zpracovávané od 9. století, poprvé v Historia Brittonum (Dějinách Britonů). Skutečnému literárnímu rozkvětu a oblibě u širšího vznešeného publika se těší od 12. století, kdy publikoval Geoffrey z Monmouthu latinské Historia Regum Britanniae (Dějiny králů Británie, cca 1136), záhy volně přeložené Wacem do normanské francouzštiny, a Chrétien de Troyes několik francouzsky psaných románů s artušovskými tématy. Od 13. století byly příběhy psány i ve střední angličtině, v níž na sklonku středověku artušovské legendy shrnul Thomas Malory v románu Artušova smrt.

## Literární zařazení
Artušovské „legendy“ se řadí mezi západoevropské hrdinské eposy, potažmo rytířské romány, nejsou to tedy legendy v původním smyslu hagiografické oslavy křesťanského světce. Tvoří nejznámější část hrdinské britsko-keltské epiky, kam dále patří například milostný příběh Tristan a Isolda. Vedle této keltské tzv. britské látky se rozvíjela ještě francouzská látka, čili chansons de geste z karolinského prostředí a římská látka, tedy díla čerpající témata z klasické antiky. Takto rozdělil západoevropskou tematiku tohoto žánru v předmluvě k Písni o Sasech kolem roku 1200 Jean Bodel, který britské příběhy charakterizoval jako „tak neskutečné a okouzlující“ (si vain e plaisant).

## Postavy
- král Artuš – vůdce bojů proti Sasům, držitel meče Excalibur
- Igraine – matka Artuše, původně provdaná za Gorloise, otce Morgany
- Uther Pendragon – otec Artuše, král Britů
- Morgana Le Fay – čarodějnice, po matce sestra Artuše
- Guinevere – manželka Artuše, která tajně miluje Lancelota a on ji
- Merlin – kouzelník, Artušův rádce
- Lancelot – přední Artušův druh a svůdce jeho ženy Guinevere
- paní z Jezera, víla Vivien –  vychovala Lancelota, uchovává Excalibur
- rytíři Kulatého stolu
- Mordred – zrádný syn Artuše a Morgausy
- Další: Gawain, Bors, Galahad, Percival ad.